# Stretto (Croazia)
Stretto (in croato Tisno, o Tijesno) è un comune della regione di Sebenico e Tenin in Croazia, posto in parte sulla terraferma e in parte sull'isola di Morter.

## Nome
La località deve il suo nome (tijesno in croato significa "stretto") alla propria posizione geografica lungo lo stretto che separa la costa dalmata dall'isola di Morter.

## Società

### La presenza autoctona di italiani
È presente una piccola comunità di italiani autoctoni che rappresentano una minoranza residuale di quelle popolazioni italofone che abitarono per secoli la penisola dell'Istria e le coste e le isole del Quarnaro e della Dalmazia, territori che appartennero alla Repubblica di Venezia. La presenza degli italiani a Stretto è drasticamente diminuita in seguito agli esodi che hanno seguito la prima e la seconda guerra mondiale.
Secondo lo storico Giotto Dainelli, nel borgo dalmata e nei paesi dell'isola di Mortero era presente fino alla fine del XIX secolo una minoranza italiana. Intorno al 1850 i registri parrocchiali, riportavano nella frazione Bettina, oltre a numerose famiglie con cognomi croati, anche cognomi italiani come Sladin, Giadresin, Magazin, Battin e Nenoda, mentre a Stretto vi erano, tra le altre, famiglie con cognomi italiani come Spadina, Mattesin, Olivari, Cervellin, Rajmondi e Orada.
Oggi nel comune di Stretto, secondo il censimento croato del 2011, è presente una piccola comunità di italiani, pari allo 0,16% della popolazione complessiva.

### Lingue e dialetti
| %      | Ripartizione linguistica (gruppi principali) |
| ------ | -------------------------------------------- |
| 0,19%  | madrelingua bosniaca                         |
| 0,32%  | madrelingua tedesca                          |
| 97,58% | madrelingua croata                           |
| 0,06%  | madrelingua italiana                         |
| 0,84%  | madrelingua albanese                         |
| 0,19%  | madrelingua serba                            |

## Località
Il comune di Stretto è suddiviso in 6 frazioni, di seguito elencati. Tra parentesi il nome in lingua italiana, spesso desueto.
- Betina (Bettina[13])
- Dazlina (Daslina o Valle dei Veranzio)
- Dubrava kod Tisna (Dubrava di Stretto o San Giovanni di Sebenico)
- Jezera (Gessera[14] o Geserà[15])
- Prosika (Prossica o Porto Fengo)
- Tisno (Stretto), sede comunale